# Боевые холопы

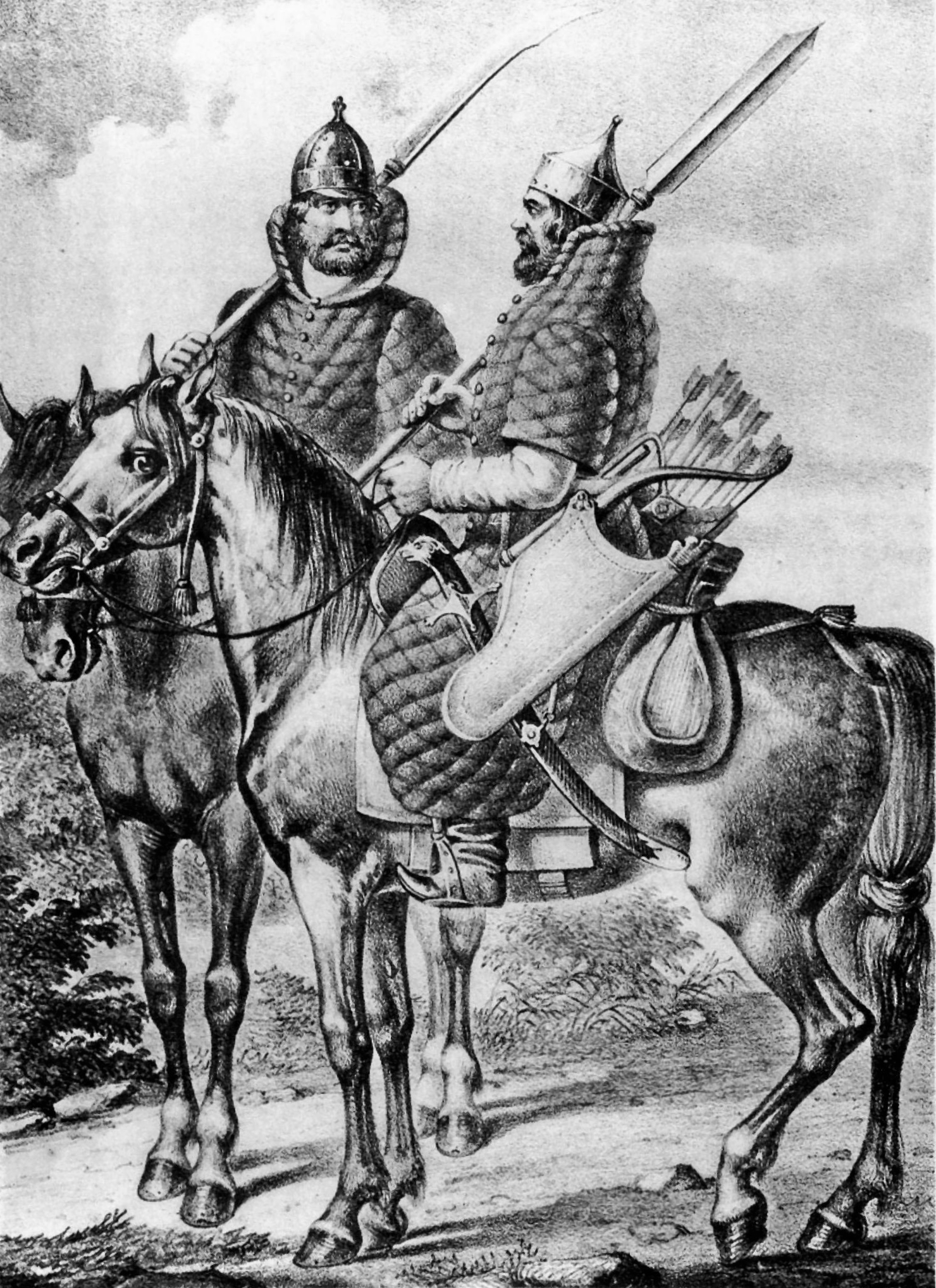
Русское вооружение с XIV до второй половины XVII столетия. Ратники в тегиляях и шапках железных.

Боевы́е холо́пы (послужильцы) — вооружённые слуги, принадлежавшие к несвободному населению.
Все вооружённые холопы или челядь, ходившая за своими боярами в походы, составляли боярский двор, старинное название дружины или свиты боярской. Боевые холопы существовали в Российском государстве в XVI—XVIII веках, составляли вооружённую свиту и личную охрану крупных и средних землевладельцев и несли военную службу вместе с дворянами, составляя значительную, а то и большую часть поместного войска. Боевые слуги занимали промежуточное социальное положение между дворянством и крестьянами. По сравнению с совершенно бесправными пашенными холопами эта прослойка, постоянно пополнявшаяся разорившимися мелкопоместными детьми боярскими, пользовалась известными привилегиями.

## История
В Древней и Средневековой Руси собственные дружины имели не только великие князья, но и удельные князья и даже богатые бояре, Дружинники были «вольными» людьми и также имели право в любое время покинуть своего сюзерена и перейти на службу к другому. Исключение делалось только во время войны.
В XVI веке военные свиты удельных князей и бояр стали комплектоваться уже и из несвободных людей — холопов.
Низшей категорией холопов были т. н. «деловые люди» — «страдники» (пашенные мужики), обрабатывавшие землю господина, и «дворня», занятая в хозяйстве. Самый образ жизни «деловых людей», разбросанных по сельским усадьбам и пахавших барскую пашню, разобщал их. Принадлежавшие к этой категории кабальные имели мало возможностей заявить господину о своих интересах.
Высшей (привилегированной) кастой слуг были боевые холопы. Классовая структура Московской Руси в конце XVI — начале XVII в. заключалось в том, что процесс формирования феодального сословия ещё носил незавершенный характер и низшее поместное дворянство плотно смыкалось с некоторыми другими служилыми группами, включая несвободных военных послужильцев, которые сопровождали господ в далеких походах, подолгу жили на их городских подворьях, отлично владели оружием и располагали боевым опытом. Холопы, находившиеся на военной службе, также делились на две категории: на тех, кто участвовал в боях вместе со своими хозяевами, и тех, кто сопровождал своих хозяев главным образом для того, чтобы охранять их припасы в обозе. Функция военных холопов состояла ещё и в личном обогащении их владельцев. Чем больше было холопов, тем больше добычи они могли захватить и унести домой. Эта добыча, одна из главных целей московских войн, была разнообразна и включала все, что поддавалось перемещению, от драгоценностей до живых людей. Землевладельцы волей-неволей должны были считаться с настроениями этих слуг, поэтому их хорошо одевали и кормили, вооружали, предоставляли боевого коня, запас продовольствия в поход, а нередко и земельный надел — «служнюю пашню». Боевые слуги начала XVI века были старинными и полными холопами.
Начиная со второй половины XVI века среди них стали появляться и выходцы из дворян и «детей боярских». Для разоренных «детей боярских», как и для из забракованных при царском верстании «новиков», не имевших ни поместья, ни оружия, ни коня, единственной возможностью сохранить свою принадлежность к военному сословию оставалась служба в феодальной свите. Богатые землевладельцы также были не против заполучить в свою вооруженную свиту опытных воинов. Ценою свободы бывший «сын боярский» получал возможность вернуться на военную службу. При этом слуга давал господину долговую расписку, или кабалу, на сумму, в которую оценивалась стоимость предоставленного ему имущества. В среднем сумма кабального долга кабального редко превышала 5—6 рублей, но боевые холопы из «детей боярских» могли получить и более крупные суммы. «Судебник» 1550 года запретил составлять служилые кабалы на сумму свыше 15 рублей. На эти деньги можно было полностью вооружить всадника. Указ 1558 года подтверждал законность всех служилых кабал на сыновей дворян (детей боярских) старше 15 лет, не находившихся на царской службе. Боевой холоп из кабальных людей имел право, погасив долг, обозначенный в кабале, покинуть господина.
Катастрофическое запустение поместных земель и появление значительного числа «избывших» службы детей боярских побудило правительство провести реформу службы. У правительства было два возможных пути вернуть «оскудевших» землевладельцев в ополчение. Можно было простить им казенные недоимки, наделить населенными землями и оказать финансовую помощь, но это требовало слишком больших расходов, непосильных для казны. Другая возможность заключалась в том, чтобы вернуть обедневших «воинников» в армию, но уже в качестве кабальных послужильцев. Для этого состоятельные землевладельцы должны были затратить средства на приобретение кабальных, пригодных для службы в их вооруженных свитах.

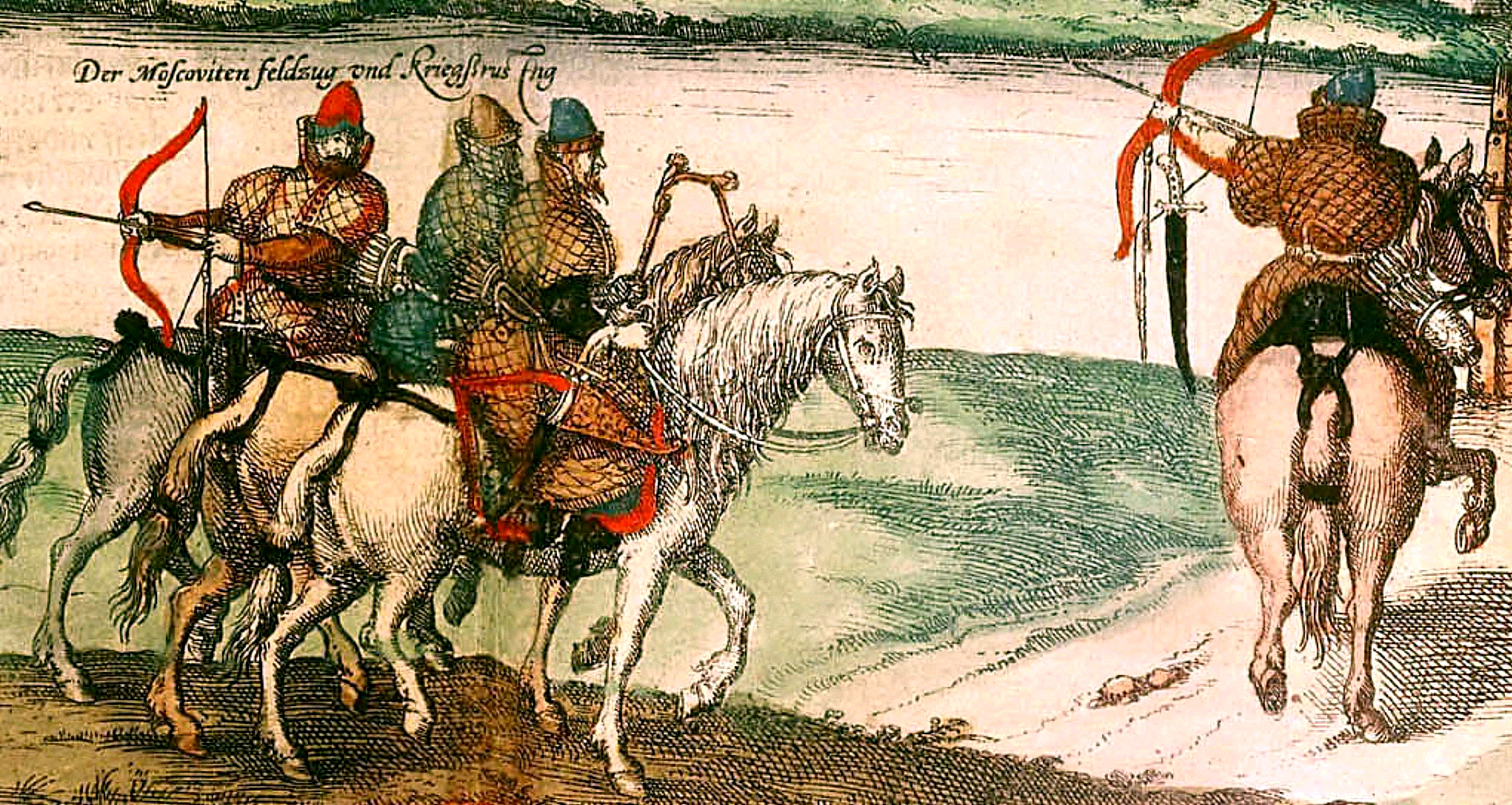
Конные боевые холопы с луками и в тегиляях. Фрагмент плана Москвы, составленного Сигизмундом Герберштейном в 1556 году.

Обязав в принятом в 1555—1556 годах «Уложении о службе» землевладельцев выставлять «…с вотчин и с поместья уложеную службу учини же: со ста четвертей добрые угожей земли человек на коне и в доспехе полном, а в далной поход о дву конь…», государство переложило на дворян расходы по снаряжению в поход безземельных детей боярских, не имевших средств, чтобы подняться на государеву службу. Таким образом, боевыми холопами вынуждены были обзаводится не только крупные, но и средние землевладельцы, до этого их не имевшие. Военные расходы государства при этом резко сократились. Конный воин из «детей боярских», помимо поместья, получал от казны не менее 5-6 рублей годового денежного жалованья. На содержание и вооружение ратника казна выделяла только 1-2 рублей в год, остальное приходилось «доплачивать» дворянам из своего кармана. Полностью вооруженных и экипированных боевых холопов помещик обязан был проводить на ежегодный «смотр».
Власти ввели и государственную регламентацию военной службы холопов. «Служняя пашня», которую боевой холоп получал от дворянина и самостоятельно обрабатывал, стала принадлежностью поместья — государственного имения. Власти стали наделять поместьями и боевых холопов из распущенных свит. Боевой холоп мог закрепить за собой свою «служнюю пашню» на праве четвертного владения, став сам мелкопоместным дворянином. Господство государственной земельной собственности привело к тому, что служба боевых холопов утратила характер частной службы и приобрела вид государственной повинности. Позже, в связи с составлением родословцев, помещики из потомственных дворян были записаны в Бархатную книгу, а помещики из бывших боевых холопов — в Поганую книгу.
Ещё одним важным нововведением было деление поместного войска на сотни. Боевые холопы, до этого сражавшиеся под командованием своих господ, теперь сражались с ними бок о бок, в одном ратном строю. Впрочем, землевладельцы получили право и не участвовать лично в походах, а присылать вместо себя «замену» из нескольких дополнительных боевых холопов.
Во времена «великого разорения» 70-80-х годов XVI века дворянское оскудение резко усилилось. Огромное число мелких поместий запустело. Их владельцы не могли более нести государеву службу и были подходящим контингентом для вербовки боевых слуг. В середине 80-х годов XVI века в Москве произошли народные волнения, в которых участвовали мелкие служилые люди и боевые холопы. В связи с этим власти в 1586 году срочно разработали «Уложение о кабальных людях», непосредственно затрагивавшее военное сословие, а потому получившее отражение в Разрядных книгах. Разрядная запись гласила, что с 1 июля 1586 года «начали кабалы имат на служивые люди и в книги записывать». Разоренные дворяне получили гарантию против вопиющих злоупотреблений, связанных с их переходом в боярские свиты. Условием кабальной сделки, подлежавшей теперь обязательной регистрации в приказе, стало присутствие лица, давшего на себя кабалу. Если выяснялось, что кабала взята принудительно, сделка объявлялась недействительной.
В Годуновское правление «Уложение о службе» было пересмотрено. Новая редакция 1597 года аннулировала право кабального люда на освобождение посредством выплаты долга, превратив тем самым его в полного холопа. Категория кабальных холопов должна была пополниться за счет так называемых «добровольных холопов». Господин, кормивший и одевавший «добровольного» слугу более полугода, получил право оформить на него служилую кабалу даже вопреки его воле. Политикой Годунова было принесение в жертву разорявшейся служилой мелкоты и ориентирование на основной слой дворян, который нес на себе главную тяжесть военной службы и которым следовало помочь в пополнении вооруженными холопами. Однако одновременно в Уложении было предусмотрено и обязательное освобождение кабальных после смерти господина. Этим учитывались как требования со стороны многочисленных кабальных боевых слуг, так и интересы воинской службы в целом. Смерть дворянина исключала из состава поместного ополчения всех его послужильцев разом, поскольку вооруженная боярская свита не могла функционировать без сюзерена. Интересы военной службы требовали, чтобы такая свита была немедленно распущена с тем, чтобы её члены могли поступить на службу к другому феодальному землевладельцу. Пересмотр «Уложения о службе» следует рассматривать как крупную военную реформу.
«Великий голод» 1601—1603 годов привёл к тому, что приток разорённых детей боярских в ряды кабальных расширился. Как писал Авраамий Палицын, бояре «многих человек в неволю к себе введше служить», не только простых людей, но и «честных» детей боярских, владевших землей («селами») и отличившихся на войне «избранных меченосцев и крепцих со оружии во бранех». После «Уложения» 1597 года разоренный служилый человек, найдя как раньше прибежище на боярском дворе в качестве добровольного слуги, чтобы переждать лихолетье, через полгода мог угодить и в вечную кабалу.
Слой боевых холопов испытал на себе последствия голода в полной мере. Многие землевладельцы, не имея возможности прокормить боевых холопов, прогоняли их со двора. Спасаясь от голода, холопы, которых господа отказывались кормить, массами бежали на вольные окраины. Беглые послужильцы, располагавшие оружием и боевым опытом, сбивались в ватаги, разбойничали, а также приняли значительное участие в формировании вольного казачества на Дону, Волге, Яике и других местах. Царские дипломаты многократно заявляли, что «воровские» казаки — это беглые боярские холопы, что именно они чинят разбой. Исаак Масса писал, что «в казаки шли по большей части убежавшие от своих господ слуги (Knechten)». Аналогичные сведения сообщает автор «Хронографа» начала XVII века, называвший казаков «беглыми холопами и ярыжными ворами». Особый интерес представляет «Повесть об Азовском осадном сидении» XVII века, возникшая в казачьей среде. Герои повести вспоминают о своем холопском прошлом: «Отбегаем мы ис того государства Московского из работы вечныя, ис холопства неволного от бояр и дворян государевых».
После прекращения голода большинство дворян не имели средств, чтобы приобрести новых кабальных слуг. С началом войны им приходилось пополнять свою вооруженную свиту за счет «деловых» кабальных людей с пашни, страдников, крестьян, бобылей. К началу XVII века за категорией послужильцев окончательно закрепилось новое наименование «даточные люди». Изменение терминологии, вероятно, было связано с наметившимися переменами в социальном составе послужильцев. К привилегированным слугам, имевшим «служнюю пашню», присоединились представители низших социальных групп.
Пороховая революция в сочетании с желанием среднего слоя служилых людей сделать конную службу исключительно своей прерогативой и страх властей перед беспорядками, инициированными отборными боевыми холопами (Хлопко, Болотников, Васька Шестаков, Баловень и другие), привели к снижению роли боевых холопов в период после 1613 года и особенно, после Смоленской войны. Предательство привилегированных боевых холопов в Смутное время и требования, связанные с пороховой революцией, после 1650 года существенно снизили роль послужильцев в армии по сравнению с тем, какой она была за сто лет до этого. Григорий Котошихин отмечал, что во время Тринадцатилетней войны 1654—1667 гг боевые холопы, принадлежавшие командирам (головам), служили трубачами и литаврщиками, занимая посты, важные для подготовки войска к бою и поддержания морального духа и дисциплины, но не относящиеся к строевым. Во время Тринадцатилетней войны и позднее холопы в основном находились в обозе. Их там было около 10 000 в войске Шереметева на Украине в 1660 года и 11 830 в войске 1681 года. Такое снижение роли военных холопов сделало их более похожими на рабов, которых держали в своих войсках византийцы.
Петровское законодательство окончательно положило конец использованию находящихся в личной собственности боевых холопов посредством включения их в регулярную армию. Нестроевые холопы сохранялись в российских вооруженных силах почти до самого конца правления Петра I, а возможно и позже. Эти потомки обозных холопов служили личными адъютантами и денщиками. Статус личных холопов-адъютантов («слуг») рассмотрен в Военном уставе 1716 года. Слуге запрещалось оставлять своего господина, и никакому другому офицеру не было позволено взять себе на службу чужого холопа («челядника» — один из вариантов средневекового названия раба).
Ещё одним случаем применения массового применения боевых холопов стала Отечественная война 1812-13 гг, года помещики набирали из своих крепостных военные отряды, снаряжали их и вооружали за свой счёт для участия их в Земском ополчении. После победы над Наполеоном, эти крепостные не получили свободу, как рассчитывали, а вернулись в прежнее холопское состояние.

### Численность боевых холопов
Степень использования боевых холопов в вооруженных силах Московского государства никогда не была точно подсчитана, и невозможно определить ни точное число холопов, ни их долю во всех вооруженных силах ни в какой момент. Тем не менее, для некоторых периодов есть довольно точная информация, которая дает общее представление о положении дел в целом.
По принятому при Иване Грозном в 1555—1556 гг «Уложению о службе», дворяне обязаны были выводить в поход одного конного боевого холопа с каждых 100 четвертей принадлежавшей им земли. Наиболее полный провинциальный воинский реестр (десятня) сохранился по Коломне 1577 года, где перечислены 280 служилых людей, 195 из которых (69,6 %) — холоповладельцы. Эти последние привели с собой 139 боевых холопов и 184 обозных, то есть всего 323 холопа. Коломенские данные довольно типичны для эпохи в целом. Они показывают, что боевые холопы составляли приблизительно одну треть вооруженных сил России.
После обстрела Ивангорода в 1590 году воеводы повели на штурм в проломы 350 стрельцов, 400 казаков и 2380 боевых холопов — «боярских людей».
В царствование Бориса Годунова в 1597 году нормы службы были пересмотрены. Находившийся на русской службе и владевший поместьем Яков (Жак) Маржерет писал, что «нужно, чтобы кроме себя лично, каждый снарядил одного конного и одного пешего воина с каждых 100 четвертей земли, которую они держат…». Слова Маржерета находят полное подтверждение в документах Разрядного приказа. В одном из списков «Государева Разряда» 1604 года имеется запись от 3 мая 1601 года о сборе дворянского ополчения против крымских татар «и были б все людны и конны, и нарядны, и цветны, и даточные б люди у всех были з земель и с поместий и с вотчин сполна, со ста четвертей по человеку по конному да по человеку по пешему с пищальми. А будет им всем и их людем конской смотр».
По примерным подсчетам, двадцатипятитысячное дворянское ополчение в XVI веке имело в походе до 25-50 тысяч боевых холопов.
В 1604 году в походе против самозванца участвовало более 13 тысяч дворян и детей боярских. По самым скромным подсчетам, при них находилось не менее 15-20 тысяч боевых послужильцев. В росписи 1604 года поименно названы 507 землевладельцев, которые, не участвуя в походе лично, прислали 2252 конных воинов в полном вооружении.
В 1632 году, накануне Смоленской войны, правительство провело тщательную инвентаризацию своих сил. Были переписаны две группы верхнего служилого слоя — жильцы и московские дворяне. Из 602 жильцов в этом списке двое заявили, что у них нет боевых холопов, у 171 было по одному холопу, у 47 — два, у 7 — три и у 1 — четыре. Что касается обозных холопов, то у троих жильцов таковых не оказалось, у 208 было по одному, у 30 — по два и у 1 — три. Тридцать один человек просто сказали, что у них есть обозные холопы, не уточнив, сколько именно (на одного жильца приходилось в среднем 1,13 обозных холопа). Таким образом, у этих 602 жильцов было всего 290 боевых и 313 обозных холопов, то есть приблизительно равное количество с самими жильцами. Группа из 623 московских дворян по списку 1632 года была менее разнородной и более состоятельной, чем жильцы. В этой группе почти 90 % имели боевых холопов (всего 1302 человека) и 75 % имели обозных холопов (всего 861 человек). В соответствии с их высоким статусом и благосостоянием у них приходилось заметно большее число холопов на человека, чем у жильцов: 177 человек заявили о наличии у них одного холопа и 198 — двух, у одного было 9 холопов, а ещё у одного −11. Похожим образом распределялись и обозные холопы: у 108 московских дворян было по одному холопу, у 161 — по два, у четверых — по 6 и у одного — 7. Ещё 138 человек сказали, что могут привести столько обозных холопов, сколько потребуется. Если не считать тех обозных холопов, которых могли привести с собой эти 138 дворян, то получается, что 579 из 623 московских дворян в среднем готовы были привести по 3,3 холопа на человека. Таким образом, общая численность боевых холопов в русском войске во второй половине XVI столетия может считаться равной численности среднего слоя служилых людей — от 17500 до около 25000.
Из Морского устава 1720 года видно, что холопы (которые тоже назывались «слуги») полагались и морским офицерам, причем расходы на их содержание брало на себя правительство. Адмиралу полагалось пятнадцать холопов, а лекарю — один. Если кто-либо приводил на корабль больше холопов, чем ему полагалось, он подлежал понижению в должности.

### Вооружение боевых холопов
Вооружение боевых холопов XVI века бывало разным, но практически таким же, как и другого русского воина той эпохи.
Обычно оно состояло из лука со стрелами и сабли. На вооружении боевой холоп также мог иметь копьё, рогатину или совну, клевец или боевой топор, палицу, кистень, кинжал или нож.
Воюя на обыкновенных лошадях, они часто носили доспехи: кольчуги, иногда панцири (железные или из толстой кожи), но чаще толстый стеганый тегиляй и шлем — «шапку бумажную», железную или «медяную». Руки защищали боевые руковицы, ноги — боевые сапоги. У обозных холопов редко было больше одной-двух лошадей.
Вооружение боевых холопов заметно изменилось между 1577 и 1632 годами. Многие из них отказались от луков и стрел (и соответствующих доспехов) в пользу ручных ружей (пищалей). Картина требуемого пороховой эпохой вооружения холопа отражена в Указе от 4 декабря 1692 года, предписывавшем служилым холоповладельцам вооружать их людей определённым образом: «У людей ваших, которые за вами в полках будут, должно быть огненное ружье, фузеи и пистоли добрыя, а лошади польския или нагайские, или домашния, или иные какия, добрыя ж и к огненной стрельбе заобычные, чтоб которыя стрельбы не боялись».

### Воины-невольники в армиях других стран
- В древней Спарте илоты (сельские полукрепостные-полурабы) сражались в войске в качестве легковооруженных воинов. На одного тяжеловооруженного гоплита-спариата приходилось до семи легковооруженных илотов. Во время греко-персидских войн, начиная с 424 года до н. э., в Спарте появилась традиция призывать на время войны лаконских илотов в качестве гоплитов с последующим дарованием им свободы.
- В армиях подавляющего большинства мусульманских государств существовали «джуры» — несвободные воины-слуги, в основном из христиан. В Касимовском царстве, например, «джурами» были русские и мордва. «Джуры» участвовали в походах, но оружие им не доверяли, а использовали в качестве «обозных».
- В XVI—XVIII веках на территории, входившей в состав Речи Посполитой, существовали сотни и даже полки надворных казаков. Представляли они собой частную варту (охрану) магнатов, полностью содержавшуюся за их кошт (счет). Магнаты использовали надворных казаков для своей личной охраны, для охраны своих имений, для сбора податей и налогов, для проведения экзекуций, а также в междоусобных конфликтах. Набирались надворные казаки в основном из крепостных и посполитых крестьян и по своему социальному статусу занимали промежуточное положение между крестьянство и шляхетством. В отличие от жившей в замках и поместьях магнатов «загоновой шляхты», надворные казаки были лично несвободными вооруженными слугами, поэтому их можно рассматривать как аналог боевых холопов. При народных волнениях нередко переходили на сторону восставшего селянства. Во время Северной войны надворные казаки магнатов из «саксонской» партии (сторонников саксонского курфюрста и польского короля Августа II Сильного) были включены в состав находившихся в Польше российских войск. «Неформальные» подразделения «надворных казаков» продолжали существовать в богатых поместьях Украины и в XIX веке. «…Богатые помещики в Польской Украине дворовых людей своих одевают по-казацки и держат для рассылок, розысков, экзекуций и т. п. В надворные казаки выбирают обыкновенно самых расторопных и красивых людей. Невзирая на запрещение, иногда вооружают их пиками, саблями, пистолетами, а всегда нагайками. В поместьях моей барыни крестьяне часто противились самовластному управлению арендаторов и их приказчиков, и казакам всегда была работа и пожива при усмирении непокорных и при экзекуциях, то есть в буйных постоях, в наказание за ослушание. Казаки должны были также взыскивать недоимки с жидов.»[13].
- Немецкие ландскнехты (нем. Landsknecht, дословно - слуга земли) являлись представителями низших сословий, в частности среди крестьян.
- Немецкие же ваффенкнехты (дословно - вооруженный слуга), английские и французские сержанты представляли собой воинов-слуг, происходивших из низших сословий и находившихся на постоянной службе у дворян. По сути, они были аналогичны русским боевым холопам.
- На Американском континенте испанские, португальские, французские, британские и голландские колонизаторы использовали негров-рабов в военных действиях против не покорённых индейских племен. То же происходило и в южных американских штатах.